# ジーナ・マンクーソ
ジーナ・マンキューソ＝プロソスキー（Gina Mancuso-Prososki、女性、1991年3月31日 - ）は、アメリカ合衆国のバレーボール選手である。

## 来歴
ネブラスカ州ベルビュー出身。ジーナはPapillion-La Vista Senior High School（英語版）時代にバレーボールクラブで活動すると同時に、ネブラスカ・ジュニアバレーボールクラブで活動しユースレベルの選手となった。2008年に開催されたNORCECAジュニア選手権大会では優勝を果たし、2009年から2012年までネブラスカ大学リンカーン校ではNCAA女子バレーボール選手権などで活躍した。
2013年にプロバレーボール選手となり、プエルトリコのレオナス・デ・ポンセと契約した。同年10月にメキシコで開催された第1回世界U23女子バレーボール選手権では、合衆国代表の主将として4位入賞に貢献し、自らもベストスコアラーに選出された。
2013-14シーズンにはアゼルバイジャン女子スーパーリーグのラビタ・バクーに入団し、リーグ優勝を果たした。2014年シーズンからは、ポーランドリーグのMKSドンブロヴァ・グルニチャに移籍した。
2015年8月、ドイツ・ブンデスリーガのドレスナーSCに移籍した。

## 私生活
ジーナはスポーツ一家の出身である。実父のマイク・マンクーソはアメリカンフットボールのプレーヤーで、ダラス・カウボーイズやグリーンベイ・パッカーズではQBとして活躍した。また実姉のダニ・マンクーソも元プロバレーボール選手であり、ジーナと同じネブラスカ大学リンカーン校で2003年から2006年まで活躍した。

## 所属クラブ
- Nebraska Juniors VC
- Papillion-La Vista Highschool
- ネブラスカ大学リンカーン校（2009-2012年）
- レオナス・デ・ポンセ（イタリア語版）（2013年）
- ラビタ・バクー（2013-2014年）
- MKSドンブロヴァ・グルニチャ（イタリア語版）（2014-2015年）
- ドレスナーSC（2015-2016年）
- レオナス・デ・ポンセ（イタリア語版）（2017年）
- オマハ・スーパーノーヴァス（英語版）（2024年-）

## 受賞歴
- 2011年 - AVCAオールアメリカン ファーストチーム
- 2012年 - AVCAオールアメリカン セカンドチーム
- 2013年 - 第1回世界U23女子バレーボール選手権 ベストスコアラー

## 参考
- FIVB公式プロフィール
- ラビタ・バクー - 選手一覧（2014年10月11日閲覧）
- ネブラスカ大学 - プロフィール